# Apapa (Schiff, 1927)
Die Apapa (II) war ein 1927 in Dienst gestelltes Passagierschiff der britischen Reederei Elder Dempster & Company, das Passagiere und Fracht zwischen Großbritannien und Westafrika beförderte. Am 15. November 1940 wurde die Apapa westlich von Irland von deutschen Langstreckenflugzeugen bombardiert und versenkt, wobei 26 Passagiere und Besatzungsmitglieder ums Leben kamen.

## Geschichte
Das 9.333 BRT große Motorschiff Apapa wurde bei Harland & Wolff im nordirischen Belfast gebaut. Das 137,5 Meter lange und 18,9 Meter breite Schiff hatte einen Schornstein, zwei Masten und zwei Propeller und wurde von zwei Dieselmotoren angetrieben, die 1.700 nominale PS leisteten und das Schiff auf 14,5 Knoten beschleunigten. Die Apapa konnte 243 Passagiere der Ersten Klasse und 70 Passagiere der Zweiten Klasse aufnehmen.
Sie war das identische Schwesterschiff der Accra (II) (9.337 BRT), die ebenfalls bei Harland & Wolff gebaut und bereits 1926 in Dienst gestellt worden war. Die Apapa lief am 26. August 1926 vom Stapel, wurde am 28. Januar 1927 fertiggestellt und lief kurz danach zu ihrer Jungfernfahrt von Liverpool nach Westafrika aus. Auf dieser Route blieb das Schiff während seiner gesamten Dienstzeit. Nach Kriegsausbruch 1939 war die Apapa weiterhin im zivilen Passagierverkehr tätig.
Am 27. Oktober 1940 lief die Apapa unter dem Kommando von Kapitän Edward Vaughan Davies in Freetown (Sierra Leone) zu einer weiteren Überfahrt nach Liverpool ab. Sie hatte 255 Passagiere und Besatzungsmitglieder an Bord und fuhr im Konvoi SL-53. Am 15. November 1940 wurde die Apapa 138 Seemeilen nordwestlich von Rockall und etwa 200 Seemeilen westlich von Achill Head vor der Küste der irischen Grafschaft County Mayo von deutschen Focke-Wulf-Langstreckenflugzeugen des Kampfgeschwaders 40 bombardiert und auf der Position (54° 20′ 24″ N, 16° 28′ 12″ W) versenkt. 21 Besatzungsmitglieder und fünf Passagiere starben. Die 229 Überlebenden, darunter Kapitän Davies, wurden von Rettungsschiffen geborgen (die Zahlen der Toten und Überlebenden variieren in den einzelnen Quellen).